# Najwyższy Sąd Wojskowy (Polska Rzeczpospolita Ludowa)
Najwyższy Sąd Wojskowy – sąd stojący na czele osobnego pionu sądownictwa wojskowego w Polsce Ludowej w latach 1944–1962. Jego kompetencje przejęła w 1962 roku Izba Wojskowa Sądu Najwyższego. Składał się z prezesa, wiceprezesa i odpowiedniej liczby sędziów NSW.

## Właściwość sądu
Do właściwości Najwyższego Sądu Wojskowego należało:
- rozpoznawanie za zgodą Naczelnego Dowódcy spraw dowódców dywizji, korpusów i zajmujących równorzędne stanowiska służbowe oraz innych osób;
- rozpoznawanie spraw osób, służbowo przynależnych do jednostek wojskowych, podlegających bezpośrednio Na-czelnemu Dowództwu Wojska Polskiego i nie posiadających własnych sądów formacyjnych;
- rozpoznawanie w trybie nadzoru  sądowego orzeczeń wszystkich sądów wojskowych
- wyjaśnianie przepisów prawa, które budzą wątpliwość lub których stosowanie wywołało rozbieżność w orzecznictwie.

## Orzecznictwo
Najwyższy Sąd Wojskowy wydawał przez istniejące przy nim Biuro Orzecznictwa zbiór swoich orzeczeń i  opinii, zawierających rozstrzygnięcia zasadniczych zagadnień prawnych.

## Prezesi Najwyższego Sądu Wojskowego 1944-1962
- Aleksander Tarnowski  lipiec 1944 –  listopad 1945
- Aleksander Michniewicz listopad 1945 – marzec 1947
- Władysław Garnowski  marzec 1947 – listopad 1947
- Wilhelm Świątkowski  listopad 1947 – maj 1954
- Jan Mitek maj 1954 – luty 1962